# 1 Wschodni Pułk Zapasowy Środek
1 Wschodni Pułk Zapasowy "Środek" (ros. Восточный запасный полк "Центр") – ochotnicza jednostka wojskowa złożona z Rosjan podczas II wojny światowej.
Pułk został sformowany 1 czerwca 1942 r. w okupowanym Bobrujsku z inicjatywy dowództwa niemieckiej Grupy Armii "Mitte". W skład kadry oficerskiej wchodzili Niemcy oraz biali emigranci rosyjscy i b. oficerowie Armii Czerwonej. Składał się z dwóch zapasowych batalionów piechoty: "Berezyna" i "Dniepr" (od września 1942 r. 601 Batalion Wschodni i 602 Batalion Wschodni). Liczyły one ponad 1 tys. żołnierzy. Dowódcą jednostki został ppłk N. G. Janienko. Do 20 czerwca powstał trzeci batalion "Wołga" (603 Batalion Wschodni), stanowiący jednostkę uzupełnieniową dla dotychczasowych batalionów, zaś do końca 1942 r. sformowano czwarty batalion "Prypeć" (604 Batalion Wschodni), szwadron kawalerii i kilka baterii artylerii. Liczebność Pułku wzrosła tym samym do ok. 4 tys. ludzi. Przy jego dowództwie zorganizowano ponadto szkołę oficerską.